# 高原山鹑
高原山鹑（学名：Perdix hodgsoniae）为雉科山鹑属的鸟类。分布于尼泊尔、印度以及中国的青藏高原、甘肃、四川等地，多栖息于苔藓高原、金雀花矮树丛、山脚、雅鲁藏布江边的庄稼地、牧场以及矮树丛。该物种的模式产地在西藏。

## 亚种
- 高原山鹑西藏亚种（学名：Perdix hodgsoniae caraganae）。在中国，分布于西藏等地。该物种的模式产地在克什米尔Shushal。[2]
- 高原山鹑指名亚种（学名：Perdix hodgsoniae hodgsoniae）。分布于尼泊尔、印度以及中国的西藏等地。该物种的模式产地在西藏南部。[3]
- 高原山鹑青海亚种（学名：Perdix hodgsoniae koslowi），是中国的特有物种。分布于甘肃、青海(青海湖周围及以南山脉等地。该物种的模式产地在祁连山脉。[4]
- 高原山鹑四川亚种（学名：Perdix hodgsoniae sifanica），是中国的特有物种。分布于甘肃、青海、西藏、四川等地。该物种的模式产地在祁连山脉东部。[5]

## 保护
本种于2023年被收录入《有重要生态、科学、社会价值的陆生野生动物名录》。